# 圣卡洛斯城堡

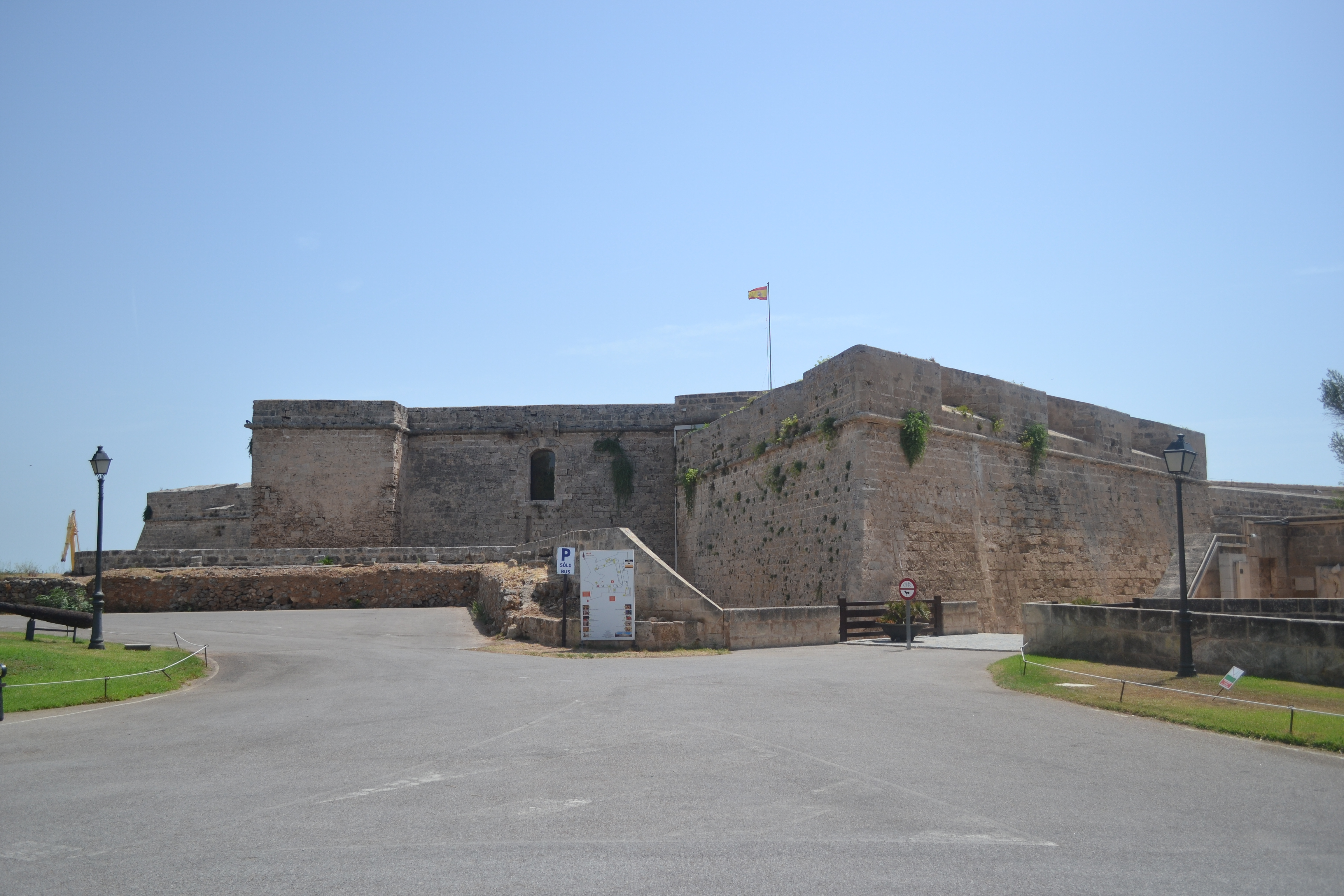
圣卡洛斯城堡

圣卡洛斯城堡（加泰罗尼亚语：Fortalesa de Sant Carles；西班牙语：Fuerte de San Carlos）是一个防御工事，位于西班牙巴利阿里群岛马略卡岛的帕尔马，是该市军事历史博物馆的所在地。1988年公布为西班牙国家文物古迹。

## 历史

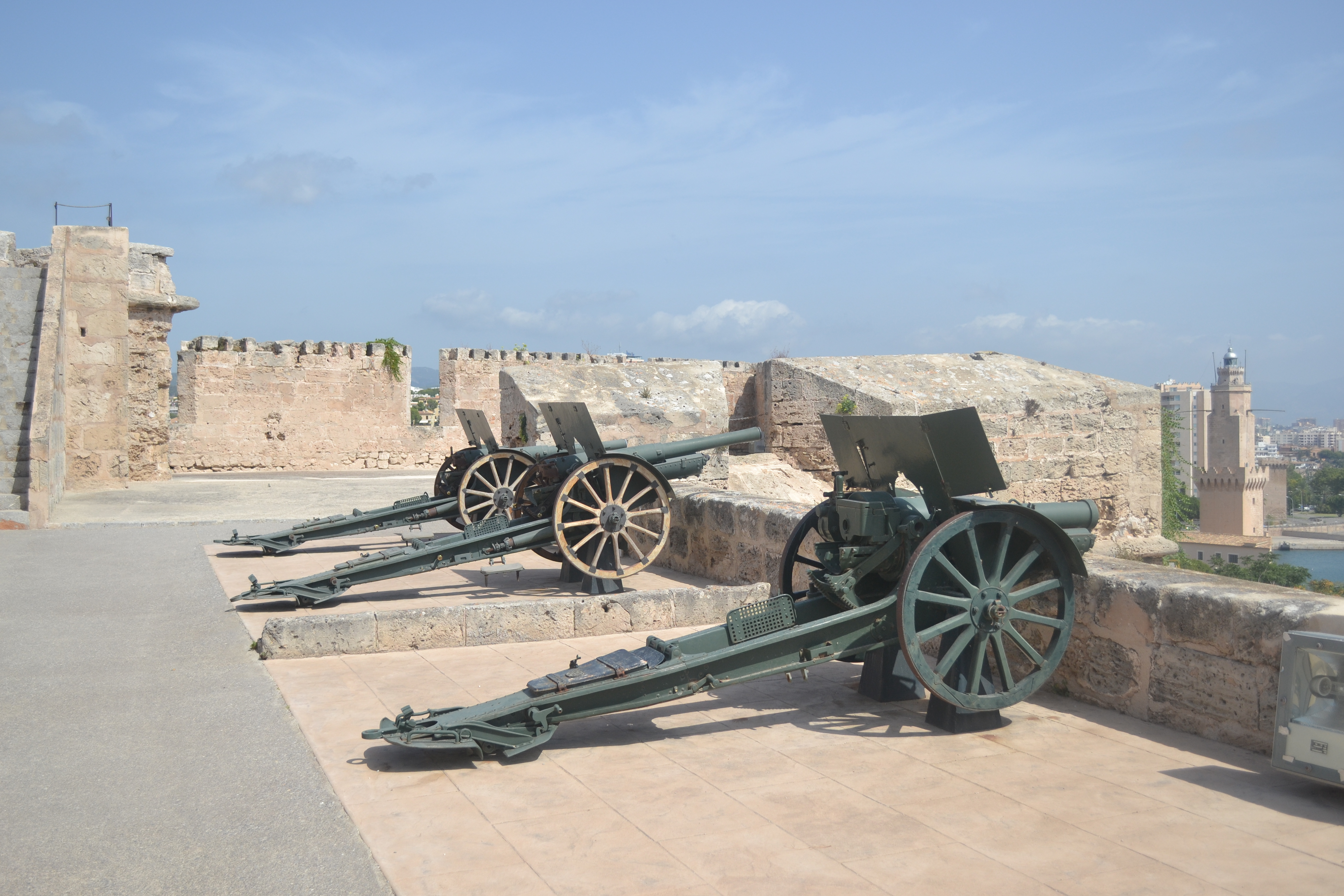
圣卡洛斯城堡的大砲

为了保护港口和帕尔马市，建造了圣卡洛斯城堡或要塞。城堡于1600年提议兴建。1608年腓力三世下令修建，1610年开工，1612年竣工。这是一座方形的塔楼，最初称为波托皮城堡（castillo de Portopí），后来为纪念总督卡洛斯·科洛马（Carlos Coloma）而改名。直到1980年，这座堡垒一直是炮兵和军事监狱的总部。

## 博物馆
1981年，该建筑开始重建，成为一个博物馆，于1991年9月26日开放，其他资金来自托莱多军事博物馆、巴利阿里群岛军区部队和个人捐款。圣卡洛斯要塞保存完好，夜间明亮。